# 下呂市立金山小学校
下呂市立金山小学校（げろしりつ かなやましょうがっこう）は岐阜県下呂市にある市立の小学校。

## 沿革
ここでは2021年に統合により廃校となった、旧・下呂市立金山小学校についても記述する。
- 1873年（明治6年） - 開明義校が開校。
- 1881年（明治14年） - 奥金山に分校を設置[注釈 1]
- 1886年（明治19年） - 金山尋常小学校に改称する。
- 1893年（明治26年） - 金山尋常高等小学校に改称する。
- 1941年（昭和16年） - 金山国民学校に改称する。
- 1947年（昭和22年） - 金山町立金山小学校に改称する。
- 1955年（昭和30年）3月1日 - 武儀郡金山町、菅田町、益田郡下原村、郡上郡東村が合併し、益田郡金山町が発足。同時に金山町立金山小学校に改称する。
- 1959年（昭和34年） - 東第一小学校登呂瀬分校が廃止され、同時に登呂瀬地区[注釈 2]が金山小学校校区となる。
- 1965年（昭和40年） - 東沓部地区の一部（下沓部）が東第一小学校校区から金山小学校校区へ移る。
- 1966年（昭和41年） - 東第一小学校東沓部分校を廃止され、同時に東沓部地区が金山小学校校区となる。
- 1972年（昭和47年） - 旧・濃斐中学校校舎に移転。
- 1981年（昭和56年） - 新校舎（鉄筋コンクリート造）が完成。
- 1985年（昭和60年） - 屋内運動場が完成。
- 2004年（平成16年）3月1日 - 下呂町、萩原町、金山町、小坂町、馬瀬村が合併し、下呂市が発足。同時に下呂市立金山小学校に改称する。
- 2021年  (令和3年) 3月31日 - 下呂市立下原小学校、下呂市立菅田小学校、下呂市立東第一小学校との統合により閉校[1]。
- 2021年  (令和3年) 4月1日 - 新下呂市立金山小学校が開校する。

## 校歌
作詞・山口保　作曲・山口一郎
山口の父が金山町出身という縁で、新しい校歌を親子で共同制作した。